# Heun (Nebraska)
Heun ist eine Unincorporated Community im Colfax County, Nebraska, Vereinigte Staaten.

## Geschichte
Heun wurde nach seinem Gründer benannt, William Heun, einem Einwanderer aus Deutschland. Der lokale Friedhof ist seit 1871 in Gebrauch. Im Jahr 1878 spendeten Heun und der gebürtige Tscheche John Fulda jeweils fünf Acres Land für den Bau der katholischen Holy Trinity Catholic Church samt katholischen Friedhof. Die Kirche wurde später neu errichtet als Ziegelbau, die erste Messe wurde darin 1928 gehalten. Die Kirchengemeinde ist immer noch aktiv mit rund 200 Mitgliedern (Stand 2016). Zeitweilig bestand auch eine Gemeinschaftshalle, die jedoch nicht mehr steht.
In der Kirchengemeinde wird eine eigenständige Variante des Kartenspiels Tarock unter seiner tschechischen Bezeichnung Taroky gespielt, wobei es sich hier um eine Abart von Königrufen handelt.